# جون أندو (لاعبة كرة قدم)
جون أندو (باليابانية: 遠藤純) هي لاعبة كرة قدم يابانية، ولدت في 24 مايو 2000 في شيراكاوا في اليابان.

## وصلات خارجية
- جون أندو على موقع الاتحاد الدولي (مؤرشف)  (الإنجليزية)
- جون أندو على موقع إي إس بي إن إف سي (الإنجليزية)
- جون أندو على موقع قاعدة بيانات كرة القدم.إي يو (الإنجليزية)
- جون أندو على موقع Soccerbase.com (لاعب) (الإنجليزية)
- جون أندو على موقع Soccerway.com (الإنجليزية)
- جون أندو على موقع عالم كرة القدم.نت (الإنجليزية)
- جون أندو على موقع اللجنة الأولمبية الدولية (الإنجليزية)
- جون أندو على موقع أوليمبيديا (الإنجليزية)